# Colonizaciones de Irlanda

Mapa de las colonizaciones de Irlanda de 1550-1610.

Las colonizaciones de Irlanda tuvieron lugar a lo largo del país durante los siglos XVI y XVII, mediante la confiscación de las tierras ocupadas por los clanes gaélicos y las dinastías hiberno-normandas, principalmente en las provincias de Munster y Úlster.
Las tierras fueron concedidas por la corona a los colonos de Gran Bretaña. El proceso se inició durante el reinado de Enrique VIII y fue prolongado por María I e Isabel I; se aceleró más tarde, durante el reinado de Jacobo I y Carlos I y tuvo su última gran etapa bajo el gobierno del parlamentarista inglés Oliver Cromwell, al mando de su Nuevo Ejército Modelo.
Las primeras colonizaciones del siglo XVI se llevaron a cabo bajo la forma de pequeñas colonias ejemplares. Las colonizaciones posteriores se basaron en confiscaciones masivas de la tierra perteneciente a terratenientes irlandeses y la subsiguiente importación de grandes números de colonos procedentes de Inglaterra, Escocia, y Gales.
La última colonización oficial ocurrió a lo largo de 1650, bajo la Mancomunidad de Oliver Cromwell, mediante la cual, miles de soldados parlamentaristas se establecieron en Irlanda. Aparte de las colonizaciones, durante el siglo XVIII hubo una significativa migración hacia Irlanda, desde Gran Bretaña y Europa continental.
Las colonizaciones cambiaron la demografía de Irlanda, creando amplias comunidades de identidad británica y protestante. Estas comunidades se opusieron efectivamente a los intereses de los habitantes nativos, los cuales poseían identidad irlandesa y católica. La naturaleza física y económica de la sociedad irlandesa también sufrió importantes cambios con la instauración de los nuevos conceptos de propiedad, comercio y crédito. Estos cambios causaron la creación de una nueva clase gobernante de protestantes británicos, la cual resguardó, a lo largo del siglo XVII, la autoridad del gobierno de la Corona inglesa en Irlanda.

## Primeras colonizaciones
Las primeras colonizaciones de Irlanda tuvieron lugar durante la reconquista Tudor. El gobierno de Dublín, subordinado al rey de Inglaterra, tenía como propósito pacificar y anglicanizar el país bajo el dominio inglés e incorporar a los nativos de clase gobernante a la aristocracia inglesa. Irlanda tendría que convertirse en un territorio efectivamente controlado por la corona, eliminando el riesgo de posibles rebeliones o invasiones extranjeras. De esta manera, la colonización jugaría un papel importante en la política exterior inglesa.
Para cumplir este objetivo, durante la primera mitad del siglo XVI se pusieron en práctica dos formas de colonización. La primera se denominaba colonización ejemplar, mediante la cual pequeñas colonias conformadas por ingleses eran usadas como modelo de comunidades agrícolas, con el propósito de que fuesen emuladas por los irlandeses. Una colonia de este tipo fue establecida a finales de los 1560, en Kerrycruihy cerca de Cork, sobre tierra arrendada al Conde de Desmond.
El segundo tipo de colonización marcó la tendencia de la futura política inglesa en Irlanda. Era de naturaleza punitiva, ya que promovía la colonización por súbditos ingleses de tierras confiscadas tras la represión de las rebeliones. La primera con este tipo de esquema fue la colonización en 1556 de los condados del Rey y la Reina (actuales condados de Offaly y Laois), llamados así en honor a los nuevos monarcas católicos, Felipe II y María I respectivamente. Los clanes O'Moore y O'Coonor, que habían sido los habitantes ancestrales de aquella zona asaltaron La Empalizada, territorio dominado por los ingleses en torno a Dublín. Thomas Radclyffe, III conde de Sussex y Lord Diputado de Irlanda ordenó su expulsión y sustitución por colonos ingleses, pero el proyecto no tuvo mucho éxito. Tanto los O'Moore como los O'Connor se refugiaron en montes y ciénagas e iniciaron una guerra local contra los ingleses que duraría cuarenta años. En 1578, los ingleses finalmente sometieron y desplazaron a los O'Moore a través de la masacre de la mayoría de sus «magníficos» (familias gobernantes) en el monte Mullaghmast, Laois, donde habían sido citados para negociar un tratado de paz. Rory Oge O'More, el líder de la rebelión, también fue capturado y asesinado a finales de ese año. La incesante violencia intimidó a los colonos ingleses y dificultó a las autoridades inglesas la repoblación de la zona, por lo que el asentamiento terminó rodeado por una serie de fortificaciones militares.
En 1570, se inició otro proceso de colonización en el Úlster oriental. Se había pensado colonizar la zona (ocupada por los MacDonnell y los Clandeboy O'Neill) con colonos ingleses, para que sirviese como barrera entre los gaélicos de Irlanda y Escocia, y para detener el flujo de mercenarios escoceses hacia Irlanda. La conquista de Úlster fue encomendada al Conde de Essex y a Thomas Smith. El jefe de los O'Neill, Turlough Luineach O'Neill, temiendo una cabeza de puente inglesa en el Úlster, ayudó a sus parientes O'Neill de Clandeboye, mientras que los MacDonnell de Antrim, dirigidos por Sorley Boy MacDonnell, solicitaron refuerzos a las Hébridas Exteriores y las Tierras Altas Escocesas. La colonización finalmente degeneró en una serie de atrocidades contra la población civil para finalmente ser abandonada. Brian MacPhelim O'Neill de Clandeboye, su esposa y 200 hombres de su clan fueron asesinados en un festín organizado por Essex en 1574; en 1575, Francis Drake fue contratado por Essex para que participase en una expedición naval que culminó con la masacre de 500 personas del clan MacDonell después de un ataque sorpresa sobre Rathlin Island. No obstante, según Harry Kelsey: «El papel de Drake en la masacre es confuso».

### Colonización de Munster
La colonización del Munster en los años 1580 fue la primera colonización masiva de Irlanda, y se inició en respuesta a las rebeliones de Desmond, después de que Gerald FitzGerald, conde de Desmond se rebelara contra la injerencia inglesa en Munster. La dinastía Desmond fue aniquilada después de la Segunda Rebelión de Desmond (1579 - 1583) y sus propiedades confiscadas. Este hecho dio la oportunidad a las autoridades inglesas de colonizar la provincia con ingleses y galeses, de quienes se esperaba sirviesen como bastión para futuras rebeliones. En 1584, una comisión dirigida por Valentine Brown, Agrimensor general de Irlanda, inspeccionó Munster para distribuir las tierras confiscadas entre los ingleses o «Undertakers» (colonos ricos que importaron habitantes de Inglaterra para que trabajasen en sus nuevos dominios). También se esperaba que Undertakers construyeran nuevas ciudades y proporcionaran defensa frente a posibles ataques futuros.
Al igual que las antiguas propiedades Geraldinas (que se extendían a través de los modernos condados de Limerick, Cork, Kerry y Tipperary), los agrimensores incautaron las tierras pertenecientes a otras familias y clanes que habían apoyado las rebeliones en el suroeste de Cork y Kerry. Sin embargo, el asentamiento fue más fácil ya que el clan gobernante, los MacCarthy Mor, argumentaron que los terratenientes rebeldes eran sus subordinados, y que por esa razón la tierra era realmente de su propiedad. De esta manera, algunas tierras fueron concedidas a los colonos ingleses y luego confiscadas debido a que algunos lores nativos como los MacCarthy apelaron por la desposesión de sus dependientes.
Otros sectores de la colonización fueron igualmente caóticos. John Popham importó 70 habitantes de Somerset, y después descubrió que la tierra ya había sido colonizada por otro colono, viéndose obligado a devolver a la gente que había traído a su lugar de origen. No obstante, el área de colonización inglesa abarcaba aproximadamente 500 000 acres (2 000 km²). Se esperaba que el asentamiento atrajera a la región a 20 000 colonos, pero un informe de 1589, emitía que tan solo habían llegado a la región 700 habitantes ingleses. Si cada habitante era un cabeza de familia, la población inglesa en Munster era de unas 3 000 o 4 000 personas, cifra sustancialmente menor a la proyectada.
Se esperaba que la colonización de Munster creara asentamientos compactos y defendibles, pero de hecho, los colonos ingleses estaban dispersos por toda la provincia; especialmente en los lugares donde la tierra había sido confiscada. Inicialmente los colonos recibieron destacamentos de soldados ingleses para su protección, pero esta protección terminó en la década de 1590. Cuando la guerra de los nueve años alcanzó Munster en 1598 la mayoría de los colonos fueron expulsados de sus tierras sin que se iniciase un combate, refugiándose en las ciudades fortificadas de la provincia o huyendo a Inglaterra. Sin embargo, cuando la rebelión finalizó (1601 - 1603), la colonización fue nuevamente reconstituida por el gobernador de Munster, George Carew.

### Colonización del Úlster
En 1590, antes de la guerra de los Nueve Años, el Úlster era la provincia más gaélica de Irlanda y la única completamente libre del control inglés. La guerra culminó con la rendición de los O'Neill y O'Donell a la Corona inglesa, tras una guerra costosa y humillante episodio para el gobierno inglés instalado en Irlanda. Por otra parte, los términos de rendición ofrecidos a los rebeldes eran muy generosos, incluyendo la restitución de gran parte de sus antiguas tierras, aunque ahora bajo jurisdicción inglesa. Sin embargo, cuando Hugo O'Neill y otros nobles rebeldes abandonaron Irlanda en 1607 (en la denominada «Fuga de los Condes») con el objetivo de pedir ayuda a España para una nueva rebelión, el Señor Diputado Arthur Chichester aprovechó la oportunidad para iniciar el proceso colonizador, declarando que O'Neill, O'Donell y sus seguidores habían perdido definitivamente sus tierras. Inicialmente, Chichester planificó una casi modesta colonización, incluyendo subvenciones a los lores nativos de Irlanda que se habían aliado a los ingleses durante la guerra. No obstante, el plan fue interrumpido por la rebelión de Cahir O'Doherty de Donegal en 1608, antiguo aliado de los ingleses que se sentía injustamente pagado por su colaboración en la guerra. La rebelión fue sofocada sutilmente y O'Doherty asesinado, dando el pretexto a Chichester para expropiar a todos los terratenientes nativos de la provincia.
En 1603, Jacobo VI de Escocia se convirtió en Rey de Inglaterra y de Irlanda. La colonización del Úlster le fue presentada como una empresa conjunta "británica" (Inglesa y escocesa) con el objetivo de apaciguar y civilizar Úlster. De este modo, al menos la mitad de los colonos serían escoceses. Seis condados estuvieron involucrados en la colonización oficial, que fueron: Armagh, Fermanagh, Cavan, Londonderry, Donegal y Tyrone.
El esquema para la colonización estuvo determinado por dos factores. El primero establecía que se impidiese la destrucción del asentamiento por la rebelión como había ocurrido en la colonización del Munster. Esto significaba que en vez de que los colonos se estableciesen en zonas aisladas y desperdigadas, ahora toda la tierra sería confiscada y redistribuida creando concentraciones de colonos británicos alrededor de las nuevas ciudades y fortificaciones. Además, los nuevos terratenientes tenían explícitamente prohibido aceptar habitantes irlandeses en sus asentamientos, con lo que tendrían que importarlos de Inglaterra y Escocia. A los restantes terratenientes irlandeses se les concedió una cuarta parte de las tierra de Úlster y la población irlandesa ordinaria fue reubicada cerca de iglesias protestantes y guarniciones militares. Asimismo, se prohibió a los colonos ingleses vender sus tierras a los irlandeses.
El segundo factor que influenció la colonización fue la negociación entre varios grupos de interés británicos. Los principales terratenientes fueron los Undertakers o colonos, que eran hombres ricos de Inglaterra y Escocia que tuvieron que importar habitantes de sus propios territorios. Se le concedió a cada uno de los colonos alrededor de 3000 acres (12 km²), bajo la condición de que se estableciesen con un mínimo de 48 hombres adultos (incluyendo a por lo menos 20 familias), que tenían que ser protestantes de habla inglesa. Sin embargo, los veteranos de las guerras irlandesas, conocidos como Servitors (en español, Servidores) y liderados por Arthur Chichester, presionaron al gobierno para obtener tierras a su nombre. Debido a que estos antiguos oficiales carecían del capital para financiar la colonización, su participación fue subsidiada por la City de Londres (sector financiero en Londres), y también se les concedió la ciudad de Derry, rebautizada oficialmente como Londonderry y tierras. El mayor beneficiado por las colonizaciones fue la iglesia protestante de Irlanda, a la que se le concedió todas las propiedades de la Iglesia católica, con la intención principal de que los clérigos ingleses convirtiesen a la población nativa al protestantismo.
La colonización tuvo un éxito irregular. En la década de 1630, vivían en el Úlster 20.000 hombres adultos de origen británico, lo que significaba que la población total podría ascender hasta las 80.000 personas. Los colonizadores formaron mayorías poblacionales en los valles de Finn y Foyle (alrededor del Derry moderno y al este de Donegal), al norte de Armagh y al este de Tyrone. Además, había un asentamiento substancial de tierras inoficialmente colonizadas al sur de Antrim y al norte de Down, subvencionadas por el terrateniente escocés, James Hamilton, primer conde de Abercom. La población colonizadora aumentó rápidamente ya que la mitad de los colonos eran mujeres, una tasa alta comparada con la colonización española de Latinoamérica o la colonización inglesa de Virginia o Nueva Inglaterra.
Sin embargo, la población irlandesa no fue ni destituida o anglicanizada. En la práctica, los colonos se agruparon alrededor de las ciudades y las mejores tierras lo que obligó a los terratenientes ingleses a aceptar habitantes irlandeses para trabajar las peores zonas, lo cual era contrario a los términos de la colonización. En 1609, Chichester deportó a 1300 antiguos soldados irlandeses del Úlster para que sirviesen en el Ejército sueco, pero aun así la provincia permaneció plagada de bandidos irlandeses conocidos como "wood-kerne", que atacaban a los colonos más vulnerables. El intento de convertir a los irlandeses al protestantismo tuvo poco efecto, debido a que los clérigos que fueron importados para catequizar únicamente hablaban el idioma inglés, mientras que la población nativa usualmente hablaba una sola lengua que era el irlandés o el goidélico.

## Colonizaciones durante la dinastía Estuardo (1610 - 1641)
Además de la plantación del Úlster, con los Estuardo se llevaron a cabo otros pequeños proyectos de colonización, concretamente durante los reinados de Jacobo VI y Carlos I.
La primera de las colonizaciones tuvo lugar al norte del Condado de Wexford en 1610, donde fueron confiscadas las tierras de los clanes irlandeses MacMurrough-Kavanagh. Teniendo en cuenta que la mayoría de familias terratenientes de Irlanda habían conquistado la isla cuatrocientos años atrás, muy pocos clanes irlandeses con excepción de las familias inglesas recientemente establecidas poseían títulos de propiedad legales sobre sus tierras. Para obtenerlos, estas familias fueron forzados a pagar una penalización que ascendía a la cuarta parte de sus tierras. Esta política fue empleada contra los Kavanaghs de Wexford y posteriormente contra otros, con el objetivo de dividir las propiedades de la Iglesia católica irlandesa (en especial las gaélicas) que se encontraban alrededor del país. Después del asentamiento de Wexford, hubo otras pequeñas colonizaciones en Laois, Offaly, Longford, Leitrim, y en el norte de Tipperary.
Como ejemplo de su política exterior, en 1621 el rey Jacobo I reclamó el territorio conformado por el Alto Ossory en el condado de Laois y la residencia solariega de Offerlane. Durante un interrogatorio llevado a cabo en Maryborough, Jacobo I exigió su derecho a recibir la herencia real proveniente de la familia de Clare e instituyó una colonización de la zona en 1626. John FitzPatrick, Barón de Upper Ossory, rehusó entregar la casa solariega de Castletown a los colonizadores. En 1537, su antepasado Brian MacGiollapadraig, acordó la entrega de Upper Ossory a Enrique VIII, que se la devolvió bajo la ley inglesa de 1541, siendo investido como Barón de Upper Ossory. Tras la muerte de John FitzPatrick en 1626, su hijo Florence continuó oponiéndose a la ocupación de sus tierras, aunque finalmente los FitzPatrick fueron forzados a entregar parte de sus propiedades. En Laois y Offally, las colonizaciones Tudor consistieron en el establecimiento de una cadena de guarniciones militares, pero el ambiente más pacífico de la colonización del siglo XVII atrajo numerosos terratenientes, habitantes y trabajadores. Algunos colonos destacados durante este período en Leinster fueron Charles Coote, Adam Loftus y William Parsons.
La primera mitad del siglo XVII fue pacífica en Munster, y miles de colonos ingleses y galeses se establecieron en la provincia. Durante este período hubo varias colonizaciones pequeñas en Munster, a medida que los lores irlandeses fueron penalizados con la entrega de un tercio de sus propiedades a cambio de que las escrituras de propiedad del resto de sus tierras obtuviesen el reconocimiento de las autoridades inglesas. Los colonos se concentraron en ciudades en la costa sur, especialmente en Youghal, Bandon, Kinsale y Cork. Algunos colonos famosos de la colonización de Munster fueron Walter Raleigh, Edmund Spenser y Richard Boyle, conde de Cork. Especialmente Boyle amasó una gran fortuna proveniente de las tierras irlandesas y del desarrollo agrícola e industrial que promovió en estas.
Los irlandeses católicos de clase alta fueron incapaces de detener las continuas colonizaciones en Irlanda al haber sido excluidos de las funciones públicas, convirtiéndose en 1615 en una minoría en el Parlamento Irlandés, debido a la creación de pocket boroughs o asentamientos conformados por una mayoría de habitantes protestantes. Sin embargo, en 1625 lograron interrumpir temporalmente las confiscaciones de propiedades irlandesas, al acordar el pago de la guerra de Inglaterra contra España y Francia.
Aparte de las colonizaciones, miles de colonos independientes arribaron a Irlanda a principios de los años 1600 desde los Países Bajos, Francia, y Gran Bretaña. Muchos se convirtieron en arrendatarios de terratenientes irlandeses; otros se establecieron en ciudades (especialmente Dublín), ejerciendo particularmente como banqueros y financieros. En 1641, se estimaba que había hasta 125.000 colonos protestantes en Irlanda, aunque aún seguían siendo superados en número por los nativos católicos, en una relación aproximada de 15 a 1.
No todos los colonos ingleses de principios del siglo XVII eran protestantes. Un número considerable de ingleses católicos se establecieron en Irlanda entre 1603 a 1641, en parte por razones económicas y en parte escapando de la persecución religiosa. Esto puede parecer paradójico, pero durante el reinado de Isabel I y Jacobo I, los católicos de Inglaterra sufrieron un alto grado de persecución en comparación a los católicos de Irlanda. En Inglaterra, los católicos eran minoría frente a los protestantes, y vivían con constante miedo a ser traicionados por sus compatriotas. Sin embargo, en Irlanda podían mezclarse con la población católica local, algo que no era posible en Inglaterra. Los colonos católicos ingleses se establecieron principalmente en el condado de Kilkenny, conformando posiblemente la mitad de todos los colonos británicos que arribaron a esta localidad. De esta manera no es sorprendente que los hijos y nietos de los colonos ingleses jugasen un papel importante en la política de la Confederación de Kilkenny en 1640, y en la cual se destacó James Tuchet, III conde de Castlehaven.
Las colonizaciones estuvieron alejadas de la agenda política hasta el nombramiento de Thomas Wentworth, hombre de confianza de Carlos I como Lord Diputado de Irlanda en 1632. El trabajo de Wentworth consistía en recaudar fondos para Carlos I y reforzar el control real sobre Irlanda, lo que significaba entre otras cosas más colonizaciones para recabar dinero y romper el poder político de la nobleza católica irlandesa. Wentworth confiscó tierras en Wicklow y planificó una colonización a gran escala en Connacht, donde todos los terratenientes católicos perderían entre la mitad y un cuarto de sus propiedades. Los jurados locales fueron intimidados para que aceptaran el plan de Wentworth, y cuando un grupo de terratenientes de Connacht se quejaron a Carlos I, Wentworth ordenó su encarcelamiento. Sin embargo, los asentamientos se extendieron solo hasta el Condado de Sligo y el Condado de Roscommon. Posteriormente, Wentworth inspeccionó a la mayoría de terratenientes católicos en Leinster con el mismo propósito, incluyendo a los miembros de la poderosa dinastía Butler. Sus planes fueron interrumpidos por el estallido de la guerra de los obispos en Escocia, que llevó a su ejecución por el parlamento inglés y provocó el estallido de la guerra civil en Inglaterra e Irlanda. Su cuestionamiento constante de los títulos de propiedad de las tierras católicas fue una de las principales causas de la Rebelión irlandesa de 1641, y la razón que llevó a muchas de las familias católicas de Irlanda a unirse a la revuelta.

## Rebelión irlandesa de 1641
Véase también Rebelión irlandesa de 1641 y Guerras confederadas de Irlanda
En octubre de 1641, después de una mala cosecha y un clima político amenazador, Phelim O'Neill impulsó la rebelión, esperando rectificar varias de las quejas de los terratenientes católicos irlandeses. Sin embargo, una vez que la rebelión estaba en proceso, el resentimiento de los nativos irlandeses del Úlster se desbordó causando ataques indiscriminados a la población de colonos, en lo que se conocería como la Rebelión irlandesa de 1641. Los católicos irlandeses atacaron las colonizaciones alrededor de la isla, pero especialmente en Úlster. Los escritores ingleses de la época estimaron que hubo sobre 100.000 víctimas protestantes y William Petty, en su investigación de 1650 calculó la muerte de alrededor de 30.000 personas. Sin embargo, investigaciones más recientes basadas en la revisión profunda de las declaraciones de los refugiados protestantes que fueron recolectadas en 1642, proponen la cifra de 4000 colonos asesinados directamente y sobre 12000 personas que pudieron haber fallecido de enfermedad o privación después de haber sido expulsados de sus tierras.
Los irlandeses católicos formaron su propio gobierno, Irlanda confederada, con el objetivo de luchar guerras posteriores, negociar con Carlos I y entre otras cosas poner fin a las colonizaciones y también lograr una parcial revocación de las ya existentes. Los siguientes diez años estuvieron plagados de conflictos sangrientos entre los bloques rivales (étnicos y  religiosos) a lo largo de Irlanda, hasta que finalmente los irlandeses fueron derrotados y el país fue ocupado por el Nuevo ejército modelo en la Conquista de Irlanda por Cromwell durante el período de 1649 a 1653.
La provincia de Úlster fue la que recibió el peor golpe, debido a la numerosa pérdida de vidas civiles y el desplazamiento masivo de sus habitantes. Las atrocidades cometidas por ambos bandos envenenaron las relaciones entre los colonos y las comunidades nativas de la provincia. A pesar de que la paz fue finalmente restaurada en Úlster, las heridas abiertas por las colonizaciones y los años de guerras civiles tardaron en sanar y podría decirse que aún hoy en día están latentes en Irlanda del Norte.
En la rebelión de 1641, la colonización de Munster fue temporalmente destruida, de la misma forma que fue abatida durante la guerra de los Nueve Años. Munster presenció diez años de combates entre los nativos católicos irlandeses y los colonizadores y sus descendientes. No obstante, las divisiones étnicas y religiosas fueron menos profundas en Munster que en Úlster. Algunos de los primeros colonos ingleses en Munster fueron católicos, razón por la cual un número considerable de sus descendientes se aliaron con los irlandeses en 1640. En cambio, algunos nobles irlandeses que se habían convertido al protestantismo, como el Baron Inchiquin, se aliaron con la comunidad de colonos ingleses.

## Colonización por Cromwell
Los irlandeses confederados habían puesto sus esperanzas en la victoria Realista durante las Guerras de los tres reinos, con el objetivo de que pudiesen citar su lealtad a Carlos I y forzarlo a aceptar sus demandas, incluyendo la tolerancia al catolicismo, la autonomía irlandesa y que se pusiese un fin a la política de colonización. Sin embargo, el ejército Realista de Carlos I fue derrotado en la Revolución inglesa por los parlamentarios bajo el comando de Oliver Cromwell, los cuales se comprometieron a reconquistar Irlanda y a castigar a los responsables de la rebelión de 1641. Cromwell arribó a Irlanda con el Nuevo ejército modelo y la conquista fue completada alrededor de 1652. Seguidamente, el parlamento inglés publicó términos punitivos de rendición para los católicos y Realistas en Irlanda, los cuales incluían la confiscación masiva de toda las tierras pertenecientes a los católicos.
Cromwell mantuvo apresados a todos los católicos irlandeses responsables de la rebelión de 1641 y manifestó que lidiaría con ellos de acuerdo a sus respectivos méritos, lo que significaba en el peor de los casos sanciones diferentes de ejecución, y también una confiscación parcial de las tierras que llegó a incluir a aquellos que no participaron en las guerras. El Parlamento largo se comprometió a la confiscación masiva de tierras en Irlanda a partir de 1642, año en el que se aprobó el Acta de los Aventureros, la cual aumentó los préstamos de garantía de las tierras de los rebeldes irlandeses que fueron confiscadas. El Acta de Establecimiento de Irlanda de 1652, instituyó que cualquiera que hubiese luchado contra el parlamento perdería sus tierras, e incluso aquellos que no participaron perdieron tres cuartas partes de sus tierras, siendo luego compensados con algunos dominios en Connacht. En la práctica, los protestantes que lucharon en el bando de los «Realistas» evitaron la confiscación por medio del pago de multas al régimen de la mancomunidad, pero los irlandeses católicos que eran terratenientes fueron completamente destruidos. De alguna manera, lo que Cromwell había conseguido fue la conclusión lógica del proceso de colonización.
La confiscación fue complementada con el «Civil Survey», que fue un catastro que se realizó durante 1654 a 1656, y donde se recolectaron los registros de propiedad de las tierras irlandesas. El propósito de esta inspección era asegurar la información sobre el lugar, clase, valor y propiedad de las tierras en el año 1641, antes de que estallase la rebelión. En todos los veintisiete condados irlandeses se realizaron inspecciones y un registro detallado de cada uno. Desde 1655 hasta 1656 se delegó al cartógrafo William Petty la realización del «Down Survey», un mapa topográfico de Irlanda donde se especificaba la ubicación de la tierra confiscada a los nativos irlandeses, y que contenía la información que había sido previamente detallada en el «Civil Survey».
Más de 12000 veteranos del Nuevo ejército modelo recibieron tierras en Irlanda en lugar de sus sueldos, debido a que la Mancomunidad de Inglaterra no les pudo pagar. Muchos de ellos vendieron su cesión de terreno a otros protestantes en vez de permanecer en la Irlanda devastada por la guerra, pero aun así 7 500 soldados se establecieron en el país. A estos se les pidió que mantuviesen sus armas para que actuasen como milicia de reserva en caso de futuras rebeliones. Junto con los «Aventureros mercantes» (en inglés, Merchant Adventurers), posiblemente más de 10000 parlamentaristas se establecieron en Irlanda después de las rebeliones. La mayoría eran hombres solteros, por lo que muchos contrajeron matrimonio con mujeres irlandesas, a pesar de que estaba prohibido hacerlo. De esta manera, algunos de los soldados de Cromwell se integraron en la sociedad católica irlandesa. Aparte de los parlamentaristas, miles de soldados covenanters escoceses que habían estado apostados en Úlster durante la guerra se establecieron ahí permanentemente después de que esta finalizara.
Algunos parlamentaristas argumentaron que todos los irlandeses debían ser deportados al oeste de Shannon y ser reemplazados por colonos ingleses. Sin embargo, esto hubiera requerido a cientos de miles de colonos ingleses deseosos de establecerse en Irlanda, número de aspirantes que no existía. De esta manera, lo que realmente sucedió fue que se creó la clase terrateniente de británicos protestantes, los cuales gobernaban sobre los arrendatarios católicos irlandeses. Una minoría de los terratenientes que habían pertenecido al ejército de Cromwell eran los soldados parlamentaristas o acreedores. La mayoría de ellos eran colonos protestantes antes de la guerra, que aprovecharon la oportunidad de obtener tierras confiscadas. Antes de las guerras, los católicos poseían el 60% de la tierra de Irlanda. No obstante, durante el período de la Mancomunidad la posesión de territorio de los católicos cayó de 8-9% y después de la restitución en la Restauración del Acta de Establecimiento de 1662, incrementó nuevamente al 20%.
En Úlster, durante la época de Cromwell fueron eliminados los terratenientes nativos que habían sobrevivido a la colonización de esta provincia. En Munster y Leister, las confiscaciones masivas de tierra perteneciente a los católicos después de la conquista de Irlanda por Cromwell, significó que por primera vez los protestantes ingleses obtuvieron casi la mayoría de todas las propiedades irlandesas. Investigaciones recientes han demostrado que a pesar de que los nativos irlandeses de clase terrateniente fueron subordinados en este período, nunca desaparecieron totalmente, inclusive muchos de sus miembros lograron desenvolverse en el comercio o como jefes arrendatarios en las tierras de sus ancestros.

## Asentamientos posteriores
Durante el resto del siglo XVII, los católicos irlandeses intentaron que el Acta de Establecimiento de Cromwell fuese revertida. Sin embargo, obtuvieron sus demandas brevemente en el reinado de Jacobo II en la Guerra guillermita de Irlanda, pero con la derrota jacobita empezó nuevamente una serie de confiscaciones de tierras. En los años 1680 y 1690 hubo una ola de asentamientos en Irlanda, aunque no ocurrió otra colonización. Los nuevos colonos estaban compuestos principalmente de escoceses; de los cuales 10 000 habían huido de la hambruna de las tierras bajas y de las regiones fronterizas de Escocia para establecerse en Úlster. En este período de la historia los protestantes y la gente con ascendencia escocesa (que eran en gran número presbiterianos), se convirtieron en la mayoría absoluta de la población de Úlster. Otro grupo que se estableció en Irlanda en esta época fueron los franceses hugonotes, quienes habían sido expulsados de Francia después de la revocación del Edicto de Nantes en 1685. Muchos de los hombres franceses eran antiguos soldados que habían luchado en el bando guillermita. Esta comunidad se estableció principalmente en Dublín, y hoy en día todavía se puede ver su cementerio comunal desde el parque St. Stephen's Green.

## Resultados a largo plazo
Las colonizaciones tuvieron un impacto profundo en Irlanda de muchas maneras. El primero fue la destrucción de las clases gobernantes nativas y el reemplazo con la ascendencia protestante, los cuales eran terratenientes de origen británico (en su mayoría inglés). La postura de los colonos ingleses fue apoyada por las Leyes penales de Irlanda, que negaban los derechos inmobiliarios a los católicos y hasta cierto punto a los presbiterianos. El dominio de esta clase social sobre la vida irlandesa persistió hasta finales del siglo XVIII, cuando se votó en 1800 por el Acta de Unión con Gran Bretaña.
La división de Irlanda en la República de Irlanda e Irlanda del Norte es el resultado de los patrones de asentamiento de las colonizaciones del siglo XVII. Los descendientes de los colonos británicos protestantes ampliamente favorecieron un enlace continuo con Gran Bretaña, mientras que los descendientes de los nativos católicos irlandeses deseaban la independencia. Alrededor de 1922, los unionistas representaban a la mayoría en cuatro de los nueve condados del Úlster, aunque no en los mismos condados que fueron colonizados. Consecuentemente, siguiendo el Tratado Anglo-Irlandés de 1921, estos cuatro condados (y otros dos en donde formaron una considerable minoría) permanecieron en el Reino Unido para formar Irlanda del Norte. El nuevo estado que se estableció tenía una minoría católica, algunos de los cuales alegaban ser descendientes directos de aquellos que fueron desposeídos durante las colonizaciones. Por consiguiente, el conflicto de Irlanda del Norte es en cierta manera la continuación del conflicto que surgió durante las colonizaciones.
Las colonizaciones también causaron un gran impacto cultural. La cultura gaélica irlandesa fue aislada y el idioma irlandés fue reemplazado por el inglés, el cual se convirtió en el lenguaje de poder y negocios. A pesar de que en 1700, el irlandés continuaba siendo el idioma mayoritario en Irlanda, el inglés era el idioma dominante en el parlamento, las cortes y el comercio. En los dos siglos siguientes se suponía que el idioma nativo avanzaría hacia el oeste a través del país hasta que de repente el irlandés colapsó después de la Gran hambruna irlandesa de 1840.
Finalmente, las colonizaciones alteraron radicalmente la ecología de Irlanda y su apariencia geográfica. En 1600, la mayoría de la isla estaba cubierta por bosques espesos y ciénagas. Una gran parte de la población vivía en pequeños poblados, y muchos migraban según la estación a pastos más frescos para su ganado. Alrededor de 1700, los bosques irlandeses habían sido diezmados, debido a la intensa explotación de los nuevos colonos con la finalidad de establecer empresas comerciales como la construcción de barcos. Muchas especies nativas como los lobos, fueron cazadas hasta su extinción. La población de colonos vivía en ciudades y pueblos permanentes, a pesar de que los campesinos irlandeses mantenían sus prácticas tradicionales. Además, la mayoría de Irlanda ahora estaba integrada bajo una economía de mercado, a pesar de que muchas de las clases más pobres no tenían acceso al dinero, y aún pagaban sus rentas con pagos en especies o con servicios.
Algunos estudiosos sostienen que las colonizaciones de Irlanda constituyeron un verdadero ensayo general de las prácticas que en tiempos venideros tanto Inglaterra (Reino Unido) como otras potencias utilizarían para la invasión y sometimiento de tierras y poblaciones en el contexto del colonialismo del siglo XIX y XX. Asimismo, la colonización de la isla y su carácter persecutor de las disidencias étnicas y religiosas constituyeron un antecedente para las leyes de segregación racial de países como Estados Unidos (Leyes Jim Crow) o Sudáfrica (apartheid). Incluso, grupos minoritarios acusan que los gobernantes ingleses y británicos aplicaron políticas de verdadero genocidio contra la población celta-católica de la isla, resaltando especialmente el caso de la Gran Hambruna de 1848.